# Hamatora
Hamatora (ハマトラ) est une franchise médiatique japonaise multimédia. Elle débute avec un manga écrit par Yukino Kitajima et dessiné par Yūki Kodama entre novembre 2013 et décembre 2014 dans le magazine Weekly Young Jump, puis compilé en trois tomes par l'éditeur Shūeisha. La version française est éditée par Kurokawa à partir de septembre 2015.
Une série télévisée d'animation, Hamatora: The Animation, produite par le studio NAZ est diffusée sur TV Tokyo entre janvier et mars 2014, suivie par une seconde saison, Re:_Hamatora, produite par le studio Lerche diffusée entre juillet et septembre 2014. Un jeu vidéo de rôle est également sorti en juillet 2014 au Japon.

## Synopsis
L'histoire se déroule dans un monde où certaines personnes sont nées avec un pouvoir spécial appelé « minimum ». L'équipe de détectives Hamatora est composée de deux utilisateurs de ce pouvoir : Nice et Murasaki. Un jour, alors qu'ils travaillaient à Yokohama, ils tombent sur des informations concernant un dangereux tueur en série recherché par un de leurs amis. Mais rapidement, il s'avère que ce tueur ne s'attaque qu'aux gens comme eux, qui sont nés avec un pouvoir.

## Personnages
Nice (ナイス, Naisu)
Minimum Holder diplômé de l'académie pour minimum Facultas, Nice est un enquêteur, il travaille avec Murasaki et forme avec lui les Hamatora.
Murasaki (ムラサキ)
Minimum Holder diplômé de l'académie pour minimum Facultas, Murasaki est un enquêteur, il travaille avec Nice et forme avec lui les Hamatora.
Hajime (はじめ)
Hajime  Minimum Nihilis , elle adore manger des hamburgers.
Birthday (バースデイ, Bāsudei)
Minimum Holder diplômé de l'académie pour minimum Facultas, Birthday enchaîne petits boulots et travaille comme body guard.
Ratio (レシオ, Reshio)
Minimum Holder diplômé de l'académie pour minimum Facultas, Ratio enchaîne petits boulots et travaille comme body guard.
Art (アート, Āto)
Minimum Holder diplômé de l'académie pour minimum Facultas, Art est un policier éminent, cependant il ne possède pas de pouvoir.

## Manga
Le manga Hamatora est écrit par Yukino Kitajima et illustré par Yūki Kodama. Il débute le 21 novembre 2013 dans le magazine Weekly Young Jump publié par l'éditeur Shūeisha et le dernier chapitre est publié le 11 décembre 2014. Trois tomes sont commercialisés entre février 2014 et février 2015. La version française est éditée par Kurokawa à partir de septembre 2015.
Le manga sert de préquelle à l'anime.
| no | Japonais        | Japonais          | Français          | Français          |
| no | Date de sortie  | ISBN              | Date de sortie    | ISBN              |
| -- | --------------- | ----------------- | ----------------- | ----------------- |
| 1  | 19 février 2014 | 978-4-08-879665-9 | 10 septembre 2015 | 978-2-368-52155-7 |
| 2  | 18 juillet 2014 | 978-4-08-879870-7 | 12 novembre 2015  | 978-2-368-52169-4 |
| 3  | 19 février 2015 | 978-4-08-890119-0 | 14 janvier 2016   | 978-2-368-52208-0 |

## Anime
La série télévisée d'animation Hamatora est produite par le studio NAZ avec une réalisation de Seiji Kishi et Hiroshi Kimura, un scénario de Tōka Machida et Jun Kumagi, et des compositions de Makoto Yoshimori. Elle est diffusée initialement sur TV Tokyo du 7 janvier au 25 mars 2014. À la fin du dernier épisode, un teaser d'une suite est dévoilé.
Cette seconde saison, intitulée Re:_Hamatora, est produite par le studio Lerche, en collaboration avec le studio NAZ, avec une réalisation de Seiji Kishi, un scénario de Jun Kumagi, des compositions de Makoto Yoshimori et le même cast que la première saison. Elle est diffusée initialement sur TV Tokyo du 7 juillet au 22 septembre 2014.
Un film d'animation récapitulatif des deux saisons intitulé Fw:Hamatora est diffusé le 14 novembre 2015 au Japon.
Dans les pays francophones, la série est diffusée en simulcast par Anime Digital Network et Crunchyroll,, et à la télévision sur Mangas,. Kazé propose les deux saisons en DVD et Blu-ray respectivement en mai et août 2015. Crunchyroll diffuse également la série en simulcast dans de nombreux pays.

### Liste des épisodes
| No | Titre de l’épisode en français     | Titre original de l’épisode                                   | Date de 1re diffusion |
| -- | ---------------------------------- | ------------------------------------------------------------- | --------------------- |
| 1  | L’œuf de Colomb                    | File-01 コロンブスの卵 File-01 Koronbusu no Tamago            | 7 janvier 2014        |
| 2  | Mon salopard adoré                 | File-02 愛しきクソヤロウ File-02 Itoshiki Kusoyarou           | 14 janvier 2014       |
| 3  | Ceux qui l'ont, ceux qui l'ont pas | File-03 持つ者、持たざる者 File-03 Motsu mono, Mota zaru mono | 21 janvier 2014       |
| 4  | Les mâts totémiques vagabonds      | File-04 彷徨うトーテムポール File-04 Samayou Tōtemu Pōru      | 28 janvier 2014       |
| 5  | De la sueur, des muscles et moi    | File-05 汗と筋肉とアタシ File-05 Ase to Kinniku to Atashi     | 4 février 2014        |
| 6  | L'affliction du prophète           | File-06 予言者の苦悩 File-06 Yogen-sha no Kunō                | 11 février 2014       |
| 7  | Les cosmos noirs                   | File-07 黒いコスモス File-07 Kuroi Kosumosu                   | 18 février 2014       |
| 8  | Concombres amers tachés de sang    | File-08 ゴーヤは血に濡れて File-08 Gōya wa chi ni Nurete      | 25 février 2014       |
| 9  | La belle et la bête                | File-09 美少女と野獣 File-09 Bishōjo to Yajū                  | 4 mars 2014           |
| 10 | La marche des faibles              | File-10 弱者の行進 File-10 Jakusha no Kōshin                  | 11 mars 2014          |
| 11 | La débandade des puissants         | File-11 勝者の敗走 File-11 Shōsha no Haisō                    | 18 mars 2014          |
| 12 | Ego                                | File－12「覚悟（エゴ）」 File-12 Kakugo (Ego)                 | 25 mars 2014          |

| No | Titre de l’épisode en français    | Titre original de l’épisode | Date de 1re diffusion |
| -- | --------------------------------- | --------------------------- | --------------------- |
| 1  | La Mélancholie du héros           | Melancholy of Hero          | 8 juillet 2014        |
| 2  | Le Retour d'Art                   | Art Returns                 | 15 juillet 2014       |
| 3  | La Fleur de démence               | Madness Flower              | 22 juillet 2014       |
| 4  | Un Pouvoir pour qui               | For Whom Talent             | 29 juillet 2014       |
| 5  | Les Désirs d'un partenaire        | Buddy's Wishes              | 5 août 2014           |
| 6  | L'Avènement                       | Advent                      | 11 août 2014          |
| 7  | 24 heures aux urgences            | Emergency Room 24 Hours     | 18 août 2014          |
| 8  | Pire Promesse & meilleur souvenir | Worst Promise & Best Memory | 25 août 2014          |
| 9  | Symphonie au clair de lune        | Symphony in the Moonlight   | 1er septembre 2014    |
| 10 | Duel à mort                       | For whom to Duel            | 8 septembre 2014      |
| 11 | La Fin de Yokohama                | End of Yokohama             | 15 septembre 2014     |
| 12 | Résolution (Ego)                  | Ego (Resolution)            | 22 septembre 2014     |

### Doublage
| Personnages | Personnages | Voix japonaises, |
| ----------- | ----------- | ---------------- |
| Nice        | Nice        | Ryōta Ōsaka      |
| Murasaki    | Murasaki    | Wataru Hatano    |
| Hajime      | Hajime      | Emiri Katō       |
| Birthday    | Birthday    | Jun Fukuyama     |
| Ratio       | Ratio       | Yūichi Nakamura  |
| Art         | Art         | Hiroshi Kamiya   |

## Autres médias

### Jeu vidéo
Un jeu vidéo, Hamatora: Look at Smoking World, développé par FuRyu est sorti le 17 juillet 2014 sur Nintendo 3DS,.

### Théâtre
Une pièce de théâtre est jouée du 16 au 24 août 2014 au théâtre Haiyuza à Tokyo.

### Light novel
Un light novel est commercialisé le 18 juillet 2014 par Shūeisha.